# 茨木市立水尾小学校
茨木市立水尾小学校（いばらきしりつ みずお しょうがっこう）は、大阪府茨木市にある公立小学校。

## 沿革
茨木市立玉櫛小学校のマンモス化を解消するため、従来の同校の校区を分離する形で1971年度に新設された。開校当初は茨木市真砂238番地の1・茨木市青少年広場に仮設のプレハブ校舎を設置していたが、1年後の1972年3月に現在地に校舎が完成して移転している。
- 1971年4月1日 - 茨木市立水尾小学校として開校。7日に開校式を挙行。
- 1972年3月22日 - 現在地に移転。
- 1972年4月14日 - 新校舎竣工式を実施。この日を創立記念日とする。
- 1973年2月24日 - 校歌を制定（作曲は大栗裕、作詞は本校児童による）。発表会を行う。

## 通学区域
茨木市 水尾1丁目、水尾2丁目の一部、水尾3丁目の一部、水尾4丁目、若園町（一部を除く）、真砂2丁目の一部、並木町、玉瀬町（一部を除く） 

## 進学先
- 茨木市立南中学校
- 茨木市立平田中学校
- 私立中学校

## 交通
- 近鉄バス 水尾3丁目バス停。
- 阪急京都線 茨木市駅
- 阪急京都線・大阪モノレール 南茨木駅。